# 18709 Лоравонґ
18709 Лоравонґ (18709 Laurawong) — астероїд головного поясу, відкритий 21 квітня 1998 року.
Тіссеранів параметр щодо Юпітера — 3,383.